# Психология оптимального переживания
Оптимальное переживание — это форма душевного состояния, находясь в которой человек испытывает счастье и получает удовольствие от того, чем он занимается. Оптимальное переживание описывается Михаем Чиксентмихайи.  Такой вид переживания помогает улучшить восприятие жизни и перевести человека на качественно новый уровень мировосприятия. Причиной качественного роста личности является сохранение энергии, а не её пустое расходование на достижение внешних целей.  Научившись контролировать свои переживания, люди обретают влияние над качеством своей жизни .
Для погружения в состояние оптимального переживания человеку необходимо уметь управлять своим сознанием . Тогда он будет способен игнорировать отвлекающие стимулы и сосредотачиваться только на том, что, действительно, в данный момент имеет для него ценность. Для повышения уровня жизни необходимо научиться мобилизовывать психическую энергию и поддерживать сосредоточенность на поставленных целях, не обращая внимания на отвлекающие факторы извне .

#### Условия возникновения оптимального переживания:[5]
- Соответствие наших умений сложности поставленной задачи
- Наличие ясной цели

- Наличие чётких правил игры

- Наличие обратной связи, позволяющей оценить степень успеха своих действий

Оптимальное переживание зависит от субъективной оценки возможностей для действия и собственных способностей. Существует угроза того, что человек может не ощутить удовлетворения от работы, которая, на самом деле, имеет большой потенциал. Он просто его не заметит.  Поэтому в выбранной деятельности надо ставить всё новые и новые задачи, расширяя горизонт восприятия. Для достижения поставленных задач необходимо развивать способности и тем самым поднимать уровень профессионализма в своей области. Умения человека должны соответствовать сложности поставленной задачи.
Успешное выполнение задачи приносит чувство удовлетворения, которое даёт человеку жизненную энергию.  Для оптимального переживания необходимо иметь ясную цель и возможность получения обратной связи. Обратная связь позволяет правильно оценивать степень успеха своих действий.
Наилучшие моменты обычно случаются, когда тело и разум напряжены в усилии добиться чего-то ценного и трудного. Оптимальному переживанию способствует вовлеченность в потоковые занятия. Потоковое занятия – это вид деятельности, которой человек бы занимался, даже если бы ему не приходилось работать. Потоковые занятия являются видом аутотелической деятельности – процесс, который осуществляется не ради вознаграждения, а ради себя самой. Слово «Аутотелический»  - образовано от двух греческих слов «auto» - само по себе и «telos» - цель. Примером аутотелической деятельности может являться профессия преподавателя, который занимается учебной деятельностью, потому что любит обучать детей.  Вышеупомянутому процессу противопоставляется экзотелическая деятельность.

#### Признаки оптимального переживания
- Перевод человека в новую неизведанную реальность

- Расширение горизонта способностей

#### Двойственность оптимального переживания
Оптимальное переживание является хорошим в той степени, в которой может сделать нашу жизнь ярче и осмысленнее. Такое состояние человека должно оцениваться социальными критериями. Такими же, которыми мы оцениваем другую человеческую деятельность, например: религию, науку и т.д. Наше состояние потока не должно мешать другим членам общества наслаждаться своим состоянием потока.
Условия, препятствующие оптимальному переживанию на индивидуально и на коллективном уровнях :
o  фрагментированность внимания, что выражается в аномии– отсутствии норм и в расстройстве внимания
o  чрезмерная ригидность внимания - отчуждение от общества и сосредоточенность

### Факторы, способствующие оптимальному переживанию
В жизни человека есть много раздражающих факторов, который повышают психическую энтропию, негативно влияя на самочувствие человека. Снижению психической энтропии способствует прослушивание музыкальных композиций. Музыка снижает напряжение, которое возникает в нашем сознании случайно, никак не связано с происходящим вокруг. Посещение музыкальных концертов также способствует созданию ощущения себя неотъемлемой частью единого целого. Эмиль Дюркгейм назвал это состояние «коллективным возбуждением».

#### Физическая активность
Организм человека устроен так, что использование органов чувств для получения информации приносит позитивные ощущения, и все тело приходит в гармонический резонанс.
Для получения потоковых переживаний человеку важно ощущать контроль над процессом. Наше тело – это отличный «инструмент» получения потоковых переживаний через осуществление потоковой деятельности. Такой деятельностью может быть спорт, секс, визуальные эстетические переживания, например, осмотр любимой картины. Развитие вкусовых ощущений может стать источником потоковых переживаний. Человеку необходимо подходить к процессу приготовления еды к питанию как к познавательному приключению, возможности новых открытий. Любить еду ради ощущений, получаемых от неё, а не просто поглощать пищу для удовлетворения потребности. Важно не попасть в зависимость. Фанатик, одержимый едой, скучен, как и аскет, не способный радоваться другим вкусовым ощущениям .

#### Умственная деятельность
Мыслительные операции тоже приносят людям радость, характерную для потоковой деятельности. Все формы умственной потоковой деятельности зависят от памяти: прямо или косвенно. Сознание, заполненное неким постоянным содержанием, богаче, чем сознание, лишенное его. Человек, имеющий в своей памяти много ценной информации, может всегда найти повод для радости в содержании своей памяти . Порядок в сознании такого человека не зависит от обстоятельств. Людям, у которых память не развита, гораздо сложнее уберечь своё сознание от хаоса. Чтобы избежать хаоса, погружения в тревожащие мысли, человек использует внешнюю стимуляцию-телевидение, наркотики и т.д. Человек с богатой памятью всегда желанный собеседник в обществе.
Умственную деятельность можно превратить в источник радости. Разум даёт человеку не меньше возможностей переживания потоковых эмоций, чем тело. В нашем распоряжении память, язык, логика, правила проведения причинно-следственных связей. Важно никогда не переставать учиться, не пренебрегать использованием своих мыслительных возможностей. Многие люди после окончания школы или университета прекращают учиться, потому что образовательный процесс связан у них с получением множества отрицательных эмоций.

#### Учебная деятельность
Изучение прошлого наших предков может быть неисчерпаемым источником потоковых переживаний. Многие люди воспринимают историю лишь как перечень дат и событий, которые надо просто запомнить, чтобы считаться образованным человеком в обществе. Такое изучение истории часто не приносит никаких улучшений качества жизни. Но приложив немного усилий и разобравшись в том, какой именно аспект истории вызывает наибольший интерес у человека. Найти в деталях этого аспекта личностный смысл, означает обрести источник потокового переживания .
Трудовая деятельность
«Труд облагораживает человека, он же превращает его в животное», - старая итальянская поговорка. Работа оказывает огромное влияние на общую удовлетворенность человека от жизни: она может приносить радость и являться одним из источников удовольствия в жизни.
Адам был изгнан из Рая и отправлен на Землю трудиться в поте лица. Многие цивилизационные культуры относились к работе как к проклятию, к изнурительной деятельности, которая приносила одни мучения. Так и было, потому что амбициозные властители цивилизаций использовали рабов для удовлетворения своих безграничных потребностей. Поэтому в наше время многие люди к работе относятся как к непосильной и вынужденной деятельности. Если человек обладает способностью находить интересные задачи в любых обстоятельствах, то их качество переживаний гораздо выше, чем у тех людей, которые смирились со своей унылой реальностью.
Человек может так видоизменить свою деятельность, что она начнет приносить ему радость, и в результате вложения психической энергии будет восприниматься как свободно избранная деятельность .
Несомненно, существует много возможностей ослабления уровня стресса, получаемого на работе. Это такие способы, как: лучшая организация труда, делегирование полномочий, установление контакта с начальством и подчиненными и т.д. Всё это лишь частичное решение проблемы, которое сработает лишь в том случае, если рассматривать это как часть общей стратегии по улучшению качества жизни.

#### Рекреационная деятельность
Человек принимает на себя ответственность за организацию как своей работы, так и свободного времени. Массовые искусство и культура, а также высокой искусство будут поглощать свободное время того человека, который интересуется вышеперечисленным только потому, что это принято и престижно в обществе. Рекреация должна насыщать человека энергией, а не поглощать её.
Оптимальное переживание в общении с окружающими людьми
Начало близких отношений между людьми предполагает личностные изменения. Для того, что члены семьи переживали оптимальное состояние получения радости от жизни, им необходимо иметь общая цель. Система целей и приоритетов нужна для формирования психической энергии у родителей и их детей. Поставленные цели способствуют возрастанию личностной сложности членов семьи. Для этого цель должна быть дифференцированной и интегрированной. Цели должны затрагивать и длительные периоды времени и короткие.
Дифференцированность – каждый член семьи поощряется развивать свои уникальные черты и навыки, ставить индивидуальные цели. Интегрированность – происходящее с одним членом семьи имеет значение для всех остальных. В интегрированной семье цели каждого имеют значение для всех.
Пытаться реализовать свой потенциал значительно легче, если не сомневаешься в поддержке семьи, что бы ни случилось. Дети должны быть уверены, что родители будут их любить, независимо от происходящего.
Если у семьи есть общие цели и доверие друг к другу, то все члены семьи будут открыты общаться и находить внутри семьи новые возможности для самореализации. Такая семейная жизнь становится источником радости и оптимального переживания. Взаимное принятие и доверие между членами семьи имеют значение тогда, когда подкрепляются постоянными вложениями психической энергии.